# Belgien i Eurovision Song Contest 2017
Belgien deltog i Eurovision Song Contest 2017 i Kiev i Ukraina.

## Uttagning
Det allmänna belgiska TV-bolaget RTBF meddelade den 22 november 2016 att artisten Ellie Delvaux skulle representera Belgien i tävlingen år 2017. Låten "City Lights" skulle släppas den 8 mars, men läckte kvällen innan på Spotify.

## Vid Eurovision
Belgien deltog i den första semifinalen den 9 maj. Där hade de startnummer 9. De gick till final med 165 poäng och hamnade på fjärde plats. I finalen hade de startnummer 23. De fick 363 poäng och hamnade på fjärde plats.